# Юсси, Фред
Фред Юсси (эст. Fred Jüssi; 29 января 1935, Аруба, Нидерланды — 1 декабря 2024) — эстонский биолог, натуралист и фотограф.

## Биография
Родился в 1935 году на Арубе, на Нидерландских Антильских островах, где его отец работал на венесуэльскую нефтяную компанию. В Эстонию его семья вернулась, когда Юсси было три года. Он вырос в Таллинне, где окончил высшую школу и, в 1958 году, Тартуский университет, где изучал биологию и зоологию в частности. С 1958 по 1960 год работал школьным учителем в Эммасте на острове Хийумаа, в 1962—1975 годах — природоохранным инспектором, после — на эстонском радио. На радио Юсси с 1976 по 1986 годы вёл программу «Азбука природы» (эст. Looduse aabits, до 1980 года — Linnuaabits, «Птичья азбука»). В первой половине 1990-х годов занимал пост президента Эстонского природного фонда.
В 1980 году был среди подписавших так называемое «Письмо сорока».
Юсси является одним из наиболее известных популяризаторов живой природы в Эстонии. Его авторству принадлежит несколько книг, статьи и передачи. В 1989 году учёный становится первым из награждённых премией Эрика Кумари. Вошёл в составленный в 1999 году по результатам письменного и онлайн-голосования список 100 великих деятелей Эстонии XX века.
Был женат на журналистке и переводчице Хелью Юсси, которая ушла из жизни 28 мая 2006 года. У пары трое детей — Мари Юсси (эколог), Ивар Юсси (зоолог) и Март Юсси (эколог и политик).
Юсси умер 1 декабря 2024 года в возрасте 89 лет.

## Работы
- «Kajakad kutsuvad» («Зов чаек», 1966)
- «Eesti linde ja loomi» («Птицы и животные Эстонии», 1977)
- «Rebasetund» («Час лисы», 1977, 1981)
- «Jäälõhkuja» («Ледокол», 1986, 2007)
- «Räägi mulle rebasest» («Расскажите мне о лисах», 1987, 2006)
- «Sügis» («Осень», 1995) — фотоальбом
- «Eestimaa looduse hääled» («Звуки природы Эстонии», 1997, 1998) — CD
- «Lahemaa lindude hääli» («Голоса птиц Лахемаа», 1997) — CD
- «Eesti laululinde» («Певчие птицы Эстонии», 2001) — CD
- «Mister Fred» (совместно с Урмасом Оттом, 2009)

## Награды
- 1984 — премия Eesti Eluteaduse Hoidja
- 1989 — премия Эрика Кумари
- 1997 — премия «Возрождение Эстонии»[эст.]
- 1998 — Орден Белой звезды IV класса
- 2006 — Орден Государственного герба III класса
- 2019 — Национальная премия Эстонии в области культуры